# Mikhaïl Khovanov
Mikhaïl Khovanov (russe : Михаил Гелиевич Хованов ; né en 1972) est un mathématicien russo-américain, professeur à l'université de Columbia, qui travaille sur la théorie des représentations, la théorie des nœuds et la topologie algébrique. Il est connu pour avoir introduit l'homologie de Khovanov (en) pour les entrelacs,, ce qui a été l'un des premiers exemples de catégorification.

## Formation et carrière
Khovanov termine ses études secondaires dans la section de mathématiques de l'école d'État 57 de Moscou (en) en 1988. Il soutient un doctorat en mathématiques à l'université Yale en 1997 sous la direction d'Igor Frenkel,.
Khovanov est recruté à l'université de Californie à Davis avant de déménager à l'université de Columbia.
Il est le demi-frère de la mathématicienne Tatiana Khovanova (en).